# Dieter Rebitzer
Dieter W. Rebitzer (* 28. April 1965 in Nürnberg) ist ein deutscher Wirtschaftswissenschaftler und Professor für Finanzierung und Investition in der Immobilienwirtschaft.

## Leben
Rebitzer studierte 1984 bis 1992 Wirtschafts- und Sozialwissenschaften an der Georg-Simon-Ohm Business School in Nürnberg sowie an der Friedrich-Alexander-Universität Erlangen-Nürnberg, an der Sophia-Universität Tokio und an der London School of Economics and Political Science. Er promovierte dann mit einer Arbeit über die Steuerungszentralen der Weltwirtschaft zum Dr. rer. pol.
Ab 1995 arbeitete Rebitzer dann bei einer Unternehmensberatung in München und anschließend in der Immobilienwirtschaft. 2002 wurde er dann Professor für Finanzierung und Investition an der Hochschule für Wirtschaft und Umwelt Nürtingen-Geislingen (HfWU). Von 2007 bis 2009 leitet er als Geschäftsführer das Institut Wohnen und Umwelt (IWU), eine gemeinsame Forschungseinrichtung des Landes Hessen und der Stadt Darmstadt.